# Christiane Rohde
Regitze Christiane Rohde, född 26 september 1944 i Köpenhamn, är en dansk skådespelare.
Christiane Rohde är dotter till Henning Rohde, departementschef och f.d. chef för Det Kongelige Teater, och Benedicte Bülow. Hon är mor till författaren Jokum Rohde. Hon blev utbildad från Privatteatrenes Elevskole och Det ny Teater 1966. Hon har även upprätt på Det Danske Teater, Aarhus Teater, Gladsaxe Teater, Comediehuset, ABC Teatret och Folketeatret.

## Filmografi

### Filmer
- Jeg er sgu min egen (1967)
- Det var en lørdag aften (1968)
- Præsten i Vejlby (1972)
- Den kyske levemand (1974)
- Olsen-bandens flugt over plankerværden (1981)
- Klinkevals (1999)
- Juliane (2000)

### Tv
- H.M.S. Pinafore (1970)
- Solens børn (1972)
- Don Juan (1973)
- Matador (1980-81)